# Marele Sfat Național Român
Marele Sfat Național Român a fost organul provizoriu al puterii de stat din Transilvania până la unirea definitivă cu România, având rol legislativ.
A fost ales în Marea Adunare Națională de la Alba Iulia, la 1 decembrie 1918.

## Membrii Marelui Sfat Național Român

### Membrii episcopatului
- Ioan Ignatie Papp, episcop ortodox, Arad,
- Dr. Demetriu Radu, episcop unit, Oradea,
- Dr. Miron Cristea, episcop ortodox, Caransebeș,
- Valeriu Frențiu, episcop unit, Lugoj,
- Dr. Iuliu Hossu, episcop unit, Gherla,
- Dr. Vasile Suciu, prepozit vicar arhiepiscopal, Blaj,
- Roman Ciorogariu, vicar ortodox, Oradea,
- Romulus Marchiș, vicar unit, Carei.

### Membri aleși
- Dr. Iuliu Maniu, avocat, Blaj,
- Dr. Ioan Pop, avocat, Alba Iulia,
- Dr. Laurențiu Pop, avocat, Abrud,
- Dr. Dănilă Sabo, avocat, Blaj,
- Dr. Izidor Marcu, canonic, Blaj,
- Dr. Alexandru Nicolescu, canonic, Blaj,
- Ioan Teculescu, protopop, Alba Iulia,
- Dr. Ioan Marciac, avocat, Alba Iulia,
- Dr. Emil Pop, avocat, Ocna Mureș,
- Dr. Zaharie Muntean, avocat, Alba Iulia,
- Dr. Ionel Pop, avocat, Blaj,
- Dr. Alexandru Fodor, medic, Alba Iulia,
- Dr. Alexandru Borza, avocat, Abrud,
- Dr. Gavril Precup, profesor, Blaj,
- Vasile Goldiș, profesor, secretar consistorial, Arad,
- Dr. Ștefan Cicio Pop, avocat, Arad,
- Dr. Ioan Suciu, avocat, Ineu,
- Dr. Cornel Iancu, avocat, Arad,
- Dr. Iustin Marșieu, avocat, Arad,
- Dr. George Popoviciu, avocat, Chișinău,
- Sava Raicu, director de bancă, Arad,
- Iuliu Grofșorean, învățător, Galșa,
- Dr. Vasile Avramescu, avocat, Lipova,
- Dr. Romul Veliciu, avocat, Arad,
- Dr. Emil Monția, avocat, Șiria,
- Dr. Sever Miclea, avocat, Arad,
- Dr. Aurel Gozda, avocat, Buteni,
- Dr. George Crișan, avocat, Arad,
- Dr. Mihaiu Mărcuș, avocat, Giula,
- Dr. Aurel Lazăr, avocat, Oradea,
- Dr. Ioan Ciordaș, avocat, Beiuș,
- Dr. Iuliu Chiș, avocat, Marghita,
- Dr. Andreiu Ilea, avocat, Tinca,
- Petru E. Pap, protopop, Beiuș,
- Dr. Coriolan Pap, director de bancă, Oradea,
- Victor Pap, protopop, Holod,
- Dr. Vasile Chirvai, profesor, Oradea,
- Dr. Vasile Saftu, protopop, Brașov,
- Dr. Tiberiu Brediceanu, director de bancă, Brașov,
- Petru Popoviciu, proprietar, Brașov,
- Pompiliu Dan, învățător, director, Zărnești,
- Axente Baciu, profesor, Brașov,
- Dr. Voicu Nițescu, avocat, Brașov,
- Dr. Iosif Blaga, director gimnaziu, Brașov,
- Mihaiu Popoviciu, proprietar, Brașov,
- Dr. Valeriu Braniște, publicist, Lugoj,
- Dr. Caius Brediceanu, avocat, Lugoj,
- Antoniu Mocioni, mare proprietar, Bulci,
- Ionel Mocioni, mare proprietar, Căpâlnaș,
- Dr. George Dobrin, avocat, Lugoj,
- Andreiu Ghidiu, protopop, Caransebeș,
- Dr. Petru Barbu, profesor, Caransebeș,
- Dr. Alexandru Coca, avocat, Sasca,
- Dr. Petru Cornean, avocat, Oravița,
- Dr. Aurel Vălean, avocat, Lugoj,
- Dr. Mihaiu Gropșian, avocat, Oravița,
- Dr. Ioan Nedelcu, avocat Oravița,
- Dr. Alexandru Morariu, avocat, Caransebeș,
- Dr. Avram Imbroane, diacon, Lugoj,
- Uroș Pătean, economist (agricultor), Nădlac,
- Dr. Gavril Tripon, avocat, Bistrița,
- Dr. Vasile Pahone, avocat, Bistrița,
- Dr. Victor Onișor, avocat, Bistrița,
- Dr. Laurențiu Oanea, avocat, Năsăud,
- Dr. Alexandru Haliță, avocat, Năsăud,
- Dr. Augustin Tătar, protopop, Ditrău,
- Dr. Petru Musca, medic, Ciuc,
- Dr. Eugen Bran, avocat, Lechința,
- Dr. Emil Hațieganu, jurist, Cluj,
- Dr. Valentin Poruțiu, avocat, Cluj,
- Dr. Elie Dăianu, protopop, Cluj,
- Ioan Pop, protopop, Morlaca,
- Dr. Sever Dan, avocat, Mociu,
- Dr. Andrei Pop, avocat, Huedin,
- Vasile Coste, învățător pensionar, Cluj,
- Nicolae Borzea, protopop, Făgăraș,
- Dr. Nicolae Șerban, avocat, Făgăraș,
- Dr. Ariton Pralea, avocat, Șercaia,
- Dr. Octavian Vasu, avocat, Făgăraș,
- Valer Comșa, preot, Copăcel,
- Dr. Ioan Mihu, mare proprietar, Vinerea,
- Dr. Aurel Vlad, avocat, Orăștie,
- Dr. Petru Groza, avocat, Deva,
- Francisc Hossu Longin, avocat, Deva,
- Vasile Damian, protopop, Brad,
- Dr. Iustin Pop, avocat, Deva,
- Dr. Ștefan Rozvány, avocat, Ilia,
- Dr. Silviu Dragomir, profesor, Sibiu,
- Dr. Victor Bontescu, avocat, Hațeg,
- Ioan Moța, preot, Orăștie,
- Vasile C. Osvadă, director de bancă, Hunedoara,
- Leon Man, egumen, Prislop,
- Dr. Vasile Chindriș, avocat, Sighet,
- Ioan Doroș, protopop, Satu-Slatina,
- Dr. Salvator Jurca, avocat, Sighet,
- Simeon Balea, preot, Săpânța,
- Dr. Vasile Filipciuc, cand. de advocat, Petrova,
- Ionel Comșia, mare comerciant, Săliște,
- Dr. Ioan Harșia, avocat, Reghin,
- Dr. Iosif Popescu, avocat, Reghin,
- Vasile Suciu, învățător, Archita,
- Ioan Vătășan, preot, Archita,
- Nicolae Barbul, proprietar, Mocira,
- Dr. Ioan Erdelyi, avocat, Budapesta,
- Zenovie Pâclișan, profesor, Blaj,
- Dr. Teofil Dragoș, avocat, Baia Mare,
- Constantin Lucaciu, preot, Dorolț,
- Dr. Aurel Nilvan, avocat, Șomcuta Mare,
- Dr. Ilie Carol Barbul, avocat, Satu Mare,
- George Pop de Băsești, proprietar, Băsești,
- Dr. Coriolan Steer, avocat, Tășnad,
- Dr. Cassiu Maniu, avocat, Șimleu,
- Iuliu Coroianu, Șimleu,
- Dr. Alexandru Aciu, director de bancă, Șimleu,
- Dr. Victor Deleu, avocat, Șimleu,
- Traian Trufaș, preot, Zalău,
- Dr. Augustin Pintea, avocat, Crasna,
- Dr. Theodor Mihali, avocat, Dej,
- Dr. Liviu Micșa, avocat, Dej,
- Dr. Octavian Domide, canonic, Gherla,
- Dr. Alexandru Vaida-Voevod, proprietar, Olpret,
- Dr. Pavel Roșca, profesor, Sibiu,
- Gheorghe Pop, publicist, Sibiu,
- Dr. Ioan Mezei, avocat, Dej,
- Andrei Bârseanu, președintele Asociațiunii, Sibiu,
- Octavian Goga, publicist, Sibiu,
- Nicolae Ivan, protopop, asesor consistorial, Sibiu,
- Dr. Nicolae Comșa, medic, Săliște,
- Dr. Ioan Lupaș, protopop, Săliște,
- Ioan Lăpedatu, director de bancă, Sibiu,
- Dr. Nicolae Bălan, profesor, Sibiu,
- Dr. Ioan Broșu, profesor, Sibiu,
- Dr. Onisifor Ghibu, referent școlar consistorial, Sibiu,
- Dr. Ioan Mateiu, referent școlar consistorial, Sibiu,
- Octavian Tăslăuanu, publicist, Sibiu,
- Dr. Constantin Bucșanu, avocat, Sibiu,
- Victor Tordășianu, esactor arhidiacon, Sibiu,
- Dr. Simion Chețan, avocat, Agnita,
- Dr. Toma Cornea, avocat, Sighișoara,
- Aurel Păcală, locotenent-colonel, Dealu Frumos,
- George Repede, judecător, Cohalm (azi Rupea),
- Ioan Iosif, profesor, Cohalm,
- Dr. Romul Boilă, avocat, Târnăveni,
- Dr. Ilarie Holom, avocat, Dumbrăveni-Sibiu,
- Emanuil Ungurianu, avocat, Timișoara,
- Avram Corcea, preot, Coșteiu,
- Dr. Aurel Novac, avocat, Biserica Albă,
- Dr. Aurel Cosma, avocat, Timișoara,
- Dr. Tit Mălaiu, avocat, Biserica Albă,
- Dr. Victor Mircea, avocat, Ghilad,
- Dr. Nestor Oprean, avocat, Sânmiclăușul Mare,
- Dr. Lucian Gheorghevici, avocat, Timișoara,
- Dr. Aurel Crișan, avocat, Arad,
- Dr. Constantin Missici, avocat, Lipova,
- Dr. Alexandru Marta, jude de tablă, Seghedin,
- Dr. Ioan Roșu, preot, Ghilad,
- Dr. George Miclea, avocat, Alibunar,
- Dr. Alexandru Birăescu, avocat, Panciova,
- Ioanichie Neagoe, preot, Petrovaselo,
- Emil Cormoș Alexandrescu, proprietar Mureș-Oșorhei,
- Dr. Vasile Cerghizan, preot, Coc,
- Dr. Valer Moldovan, avocat, Turda,
- Dr. Zosim Chirtop, avocat, Câmpeni,
- Dr. Ioan Oltean, avocat, Mureș-Luduș,
- Dr. George Popescu, avocat, Câmpeni,
- Dr. Remus Furdui, avocat, Abrud,
- Dr. George Pătăcean, avocat, Turda,
- Dr. Ioan Boeriu, avocat, Turda,
- Nicolae Cristea, Sita-Buzău,
- Ioan Modroiu, preot, Vama Buzău,
- Xenofon Comșa, Marcoș,
- George Negoiescu, preot, Vama Buzău,
- David Păcurar, Aita Mare,
- Dr. Ioan Doboși, avocat, Halmi,
- Dr. Sever Pop de Băsești, avocat, Halmi,
- Vasile Ardelean, preot, Veteș,
- Ioan Montani, publicist, Sibiu,
- Victor Stanciu, profesor, Arad,
- Vasile Stoica, profesor, Sibiu,
- Leo Bohățiel, inginer, Sibiu,
- Ioan losif Șchiopul, publicist, Sibiu,
- Dr. luliu Mezei, director de fabrică, Budapesta,
- Romulus Cândea, profesor, Sibiu,
- Eugen Goga, publicist, Sibiu,
- Iosif Ciser, miner, Petroșani,
- Ioan Mihuț, cojocar, Budapesta,
- Ioan Fluieraș, caretaș (rotar), Sibiu,
- Iosif Recean, croitor, Sibiu,
- Bazil Surdu, căldărar (cazangiu), Sibiu,
- Petru Bernan, mecanic, Reșița,
- Victor Brătfălean, tipograf, Brașov,
- Traian Novac, tâmplar, Lugoj,
- Iosif Jumanca, tipograf, Sibiu,
- Dr. Eleonora Rozvan, n. Leményi, profesor, Sibiu,
- Toma Botârlă, cizmar, Apahida,
- Achim Zamora, miner, Petroșani,
- Ioan Ardelean, miner, Lupeni,
- Toma Ciora, miner, Roșia Montană,
- Constantin Aflat, econom, Bocșa Montană,
- George Grădinar, tâmplar, Brașov,
- Avram Borcuța, econom, Șicula.